# Roger Nixon
Roger A. Nixon (Tulare, 8 augustus 1921 – Burlingame, 13 oktober 2009) was een Amerikaans componist, muziekpedagoog en klarinettist.

## Levensloop
Nixon groeide op in de steden Tulare en Modesto. Al op het "Modesto Junior College" kreeg hij van 1938 tot 1940 klarinetles van Frank Mancini, een voormalig lid van de John Philip Sousa Band. Hij studeerde compositie aan de Universiteit van Californië - Berkeley en behaalde zijn Bachelor of Arts in 1941. Tijdens de Tweede Wereldoorlog ging hij in dienst bij de United States Navy en werkte als officier bij een legereenheid die met radar de Atlantische Oceaan bewaakte. Na de oorlog studeerde hij verder aan de Universiteit van Californië in Berkeley en behaalde zijn Master of Arts. Aan zijn Alma Mater voltooide hij ook zijn studies en promoveerde tot Ph.D. (Philosophiæ Doctor). Tot zijn docenten behoorden Roger Sessions, Arthur Bliss, Ernest Bloch, Charles Cushing en Frederick Jacobi. In de zomer van 1948 studeerde hij nog privé bij Arnold Schönberg.
Van 1951 tot 1959 was hij docent aan zijn voormalige school, het "Modesto Junior College". In 1960 werd hij docent aan het toenmalige San Francisco State College, nu San Francisco State University. Aan deze universiteit begon een langdurende verbinding met de San Francisco State University Symphonic Band, die ook de première van talrijke werken van Nixon verzorgde. Een van zijn vele studenten in de 30-jarige werkzaamheden als docent aan de universiteit is de Japanse dirigent Kent Nagano. In 1990 ging Nixon met pensioen; voortaan was hij professor emeritus.
Als componist schreef hij werken voor orkest, kamermuziek, piano, vocale muziek, een opera en vooral werken voor harmonieorkest. Zijn Concert, voor altviool en orkest ging in 1970 door Rolf Persinger (altviool) en het San Francisco Symphony Orchestra onder leiding van Josef Krips in première. Dit orkest verzorgde eveneens de première van zijn werken Air for Strings (1962) en Mooney's Grove Suite (1968). Naast meerdere studiebeurzen (National Endowment for the Arts) kreeg hij vele prijzen en onderscheidingen zoals de "Phelan Award", de Ostwaldprijs (1973) voor zijn Festival Fanfare March en de "Neil A. Kjos Memorial Award". Van de Texas Bandmasters Association werd hij geert tot "A Heritage American Composer" en vanaf 1973 was hij lid van de "American Bandmasters Association".

## Composities

### Werken voor orkest
- 1948 Air for Strings, voor strijkorkest
- 1968 Mooney's Grove Suite, voor orkest
- 1969 Concert, voor altviool en orkest

### Werken voor harmonieorkest
- 1944 Music of Appreciation, voor harmonieorkest[1]
- 1958 rev.1967 Elegy and Fanfare March, voor harmonieorkest
- 1965 Nocturne, voor harmonieorkest
- 1965 By-By-baby-Lullay!
- 1965 Reflections, voor harmonieorkest
- 1966 Fiesta del Pacifico, voor harmonieorkest (opgedragen aan: San Francisco State College Symphonic Band en Edwin Kruth (dirigent))[2]
- 1970 A Solemn Processional, voor harmonieorkest
- 1970 Centennial Fanfare March, voor harmonieorkest[3]
- 1971 Festival Fanfare March, voor harmonieorkest (won in 1973 de Ostwaldprijs van de American Bandmasters Association)
- 1972 Dialog, voor harmonieorkest
- 1972 rev.1979 Psalm, voor harmonieorkest
- 1975 Music for a Civic Celebration, voor harmonieorkest
- 1979 Pacific Celebration Suite, voor harmonieorkest[4]
  1. Parade
  2. Prayer
  3. Pageant
- 1980 Ceremonial piece for brass, voor koperblazers
- 1980 Chamarita!, voor harmonieorkest
- 1982 Academic Tribute, voor harmonieorkest
- 1982 California Jubilee, voor harmonieorkest
- 1984 Chaunticleer
- 1985 Arises the New Flower
- 1992 Flower of Youth, voor harmonieorkest
- 1995 Centennial Overture, voor harmonieorkest
- 1997 A Lyric Remembrance, voor harmonieorkest
- 2001 Las Vegas Holiday
- Ceremonial Fanfare nr. 1
- Ceremonial Fanfare nr. 2
- Concert Prelude, voor koperblazers
- Elegy for Band
- Mondavi Fanfare, voor harmonieorkest
- Monterey Holidays, voor harmonieorkest
- Music of Appresiation, voor harmonieorkest
- Prelude and Fugue, voor harmonieorkest

### Missen en andere kerkmuziek
- 1980 Festival mass, voor gemengd koor en orgel
- 1993 Wonders of Christmas, voor sopraan, alt, tenor, bas en gemengd koor

### Muziektheater

#### Opera's
| Voltooid in | titel                         | aktes    | première | libretto      |
| ----------- | ----------------------------- | -------- | -------- | ------------- |
| 1967        | The Bride Comes to Yellow Sky | 4 scènes |          | Stephen Crane |

### Vocale muziek

#### Werken voor koor
- 1960 Firwood, voor gemengd koor a capella
- 1967 Love's secret, voor gemengd koor
- 1967 To the Evening Star, voor gemengd koor a capella - tekst: William Blake
- 1980 Christmas perspectives, voor gemengd koor
- 1986 From The Canterbury Tales, voor gemengd koor
- 1987 Chaucerian Visions, voor gemengd koor en piano

#### Liederen
- 1942 Chinese seasons, zangcyclus voor zangstem en piano
- 1984 A Narrative of Tides, voor zangstem en piano

### Kamermuziek
- 1966 Four duos, voor dwarsfluit (of hobo) en klarinet
- 1981 Conversations, voor viool en klarinet
- 1983 Three duos, voor dwarsfluit en klarinet
- 1983 Variations, voor solo basklarinet
- 1983 Variations, voor solo fagot
- 1984 Two Elegies, voor solo cello
- 1986 Music, voor klarinet en piano
- 1991 Variations, voor klarinet en cello

### Werken voor piano
- 1984 Twelve Preludes
- 1994 Music
- 24 Preludes

## Media
1. ↑  Music of Appreciation door USAF Band of the West
2. ↑  Fiesta del Pacifico door de "Buchholz Wind Symphony" o.l.v. Roger Nixon
3. ↑  Centennial Fanfare March door "San Jose Wind Symphony" o.l.v. Edward Harris
4. ↑  Pacific Celebration Suite door "University of Hawai'i Wind Symphony" at Mānoa o.l.v. Keith Higaki

- Gemeinsame Normdatei: 1100383301
- International Standard Name Identifier: 0000 0001 2033 1075
- Library of Congress Control Number: n81076999
- MusicBrainz: 5e6229e8-7fd1-4241-bfd2-ad4078947fb0
- LIBRIS: 345072
- SNAC: w6tt4pdq
- Virtual International Authority File: 116617054
- WorldCat: E39PBJyh67pTdvC6QFc8QGrXh3